# Польско-турецкая война (1633—1634)
Польско-турецкая война 1633—1634 годов (польск. Wojna polsko-turecka (1633–1634)) — война между Речью Посполитой и Османской империей, шедшая одновременно со Смоленской войной.

## Ход войны
Хотинская победа и заключение договора с Турцией обеспечили Речи Посполитой мир с Османским государством. Однако юго-восточные окраины по-прежнему подвергались татарским набегам, организованным вождями кочевников под руководством крымского хана. Турецкий султан и его вассал — крымский хан — были не в состоянии остановить грабительские набеги кочевых племен. Точно так же польский король не смог заставить запорожских казаков уважать мир с Турцией и воздержаться от «ходьбы» к черноморскому побережью Турции. 
Междуцарствие после смерти Сигизмунда III Вазы стало удобной возможностью для нападения на Польшу. С одной стороны, русские решили этим воспользоваться, начав Смоленскую войну, с другой – попытку захватить Каменец-Подольский предпринял амбициозный паша Силистрии Мехмед Абаза, готовый пойти на рискованную авантюру. 
Летом 1633 года без разрешения турецкого султана Мехмед Абаза переправил через Днестр двухтысячный татарский отряд и начал грабить Подолье. Сам Абаза в письме Станиславу Конецпольскому пояснил, что напал на Речь Посполитую из-за казачьих походов, обвиняя её в нарушении мира. Двухтысячный конный отряд под командованием коронного гетмана Станислава Конецпольского догнал татар, отступавших с добычей и пленными за Днестр, перешло границу и 4 июля возле Сасового Рога на реке Прут разгромило их.
После первого успеха Конецпольский отступил на левый берег Днестра и начал подготовку к отражению ожидаемого вторжения Абаза-паши. Он основал укрепленный лагерь возле Каменца-Подольского.
Тогда в начале августа 1633 года сам Абаза-паша с турецким войском перешел Дунай и соединился с войском господаря Молдовы. 19 октября на помощь Абаза-паше подошли татары Буджакской орды. 20 октября Мехмед Абаза форсировал Днестр и расположился на старой позиции султана Османа, оставшейся со времен Хотинской войны 1621 года. 22 октября Абаза-паша, уверенный в превосходстве своего войска, начал сражение. Сильный огонь польской артиллерии застал противника врасплох и сорвал первый штурм укрепленного польского лагеря. Во время следующей атаки турки и татары атаковали левое крыло поляков, а валахи — правое. Татарам даже удалось прорваться на польские позиции, но они были отброшены. Учитывая ожесточенную оборону польского лагеря, Абаза приняла решение снять осаду и отступить к Днестру. Мурад IV дистанцировался от неудачного похода своего подданного и приказал его задушить. 
Переговоры 1634–1635 гг. привели к принятию взаимных мирных обязательств. В случае с казаками и татарами были предусмотрены меры контроля, не позволяющие им предпринимать агрессивные набеги. Через две недели после окончания заседания сейма (19 августа) Станислав Конецпольский и Шахин-ага заключили соглашение, повторяющее договор 1621 года.